# Assadullah Habib
Assadullah Habib (auch Asadullah Habib; * 10. Oktober 1941 in Kabul, Afghanistan) ist ein afghanischer Dichter und Schriftsteller tadschikischer Abstammung. Nach seinem Abschluss studierte er in Kabul, den USA und der Sowjetunion. Von 1980 bis 1982 war er Präsident  der Schriftsteller-Vereinigung. Noch im selben Jahr wurde er Mitglied der DVPA. Ab 1982 bis 1988 war er Rektor der Universität Kabul. Ab 1986 war er Mitglied der Akademie für Wissenschaften und des ZK.

## Werke
- Bedel Wörterbuch, Hamburg 2005
- Grammatik des Dari, Hamburg 2004
- Dari Literatur in der ersten Hälfte des 20. Jahrhunderts, Peschawar 2002
- Feuer in den Narenj Feldern (Gedichte), Köln 2001
- Drei Diener (Kurzgeschichten), Kabul 1956